# José Antolín Toledano
José Antolín Toledano (Quintana del Puente, Palencia, 19 de junio de 1936-Burgos, 26 de mayo de 2022) fue un empresario español. Fundador y presidente de honor del Grupo Antolin.

## Biografía
Nació en la localidad palentina de Quintana del Puente. Su abuelo fabricaba carros, por lo que la familia está ligada desde sus orígenes al negocio de las ruedas. En 1950, cuando contaba con catorce años, comenzó a trabajar junto con su hermano Avelino en un taller mecánico que su padre, Avelino Antolín López, regentaba en la calle Salas (Burgos). En los años cincuenta, los hermanos Antolín inventaron una rótula con una pieza de caucho inserta en la de metal que alargaba la vida de este componente. Gracias a su innovación, en 1959 crearon la empresa Ansa. Poco tiempo después recibieron pedidos de los principales fabricantes de camiones: Barreiros, Pegaso, Simca, Renault, Seat, Land Rover... Todo ello supuso un hito en su compañía, que se consolidó y aumentó su competitividad hasta conseguir exportar sus piezas a una treintena de países, con una plantilla de más de 25 000 personas.
En 1995 era presidente del Grupo Antolín, una multinacional española de propiedad familiar que diseña y fabrica componentes interiores para automóviles. En febrero de 2015, tras cincuenta años en la compañía, Antolín dimitió para convertirse en presidente emérito, mientras que su sobrino, Ernesto Antolín, pasó a ser el nuevo presidente del Grupo Antolín.
Casado con Colette Granet, el matrimonio tuvo tres hijos: María Helena, Emma y José.

## Premios y distinciones
- Premio Internacional Fundación Cristóbal Gabarrón de Economía (2010), por su contribución a la actividad económica y empresarial en el sector del automóvil.[4]
- Medalla de Oro al Mérito en el Trabajo (2012)[7]
- Medalla de Oro de la Ciudad de Burgos (2012)[8]
- Doctor honoris causa por la Universidad de Burgos (2013)[9]
- Premio Reino de España a la Trayectoria Empresarial por su contribución al desarrollo de la industria española de automoción y al progreso y bienestar de la sociedad española (2016)[6]